# Neohymenopogon assamicus
Neohymenopogon assamicus är en måreväxtart som först beskrevs av Joseph Dalton Hooker, och fick sitt nu gällande namn av Sigamony Stephen Richard Bennet. Neohymenopogon assamicus ingår i släktet Neohymenopogon och familjen måreväxter.
Artens utbredningsområde är Assam (Indien). Inga underarter finns listade i Catalogue of Life.